# Llista de ponts del Penedès
Llista de ponts del Penedès ordenats per comarca i municipi.
Informació actualitzada per un bot. Els canvis manuals es perdran quan s'actualitzi!
| imatge | Nom                                                    | instància de             | Municipi                                    | Comarca      | travessa                                                             | hi passa                                | Elevació s.n.m. en m | Any                       | Mides       | estat de conservació                       | coordenades                                                             | Protecció                                  | WD Comm.                                              |
| ------ | ------------------------------------------------------ | ------------------------ | ------------------------------------------- | ------------ | -------------------------------------------------------------------- | --------------------------------------- | -------------------- | ------------------------- | ----------- | ------------------------------------------ | ----------------------------------------------------------------------- | ------------------------------------------ | ----------------------------------------------------- |
|        | Pont de la Casanova                                    | pont                     | Avinyonet del Penedès                       | Alt Penedès  |                                                                      | N-340                                   |                      |                           |             |                                            | 41° 21′ 50″ N, 1° 47′ 15″ E / 41.3639203377181°N,1.78759731052645°E     |                                            | Modifica les dades a Wikidata                         |
|        | Pont de la Teulera                                     | pont                     | Avinyonet del Penedès                       | Alt Penedès  |                                                                      |                                         |                      |                           |             |                                            |                                                                         | bé integrant del patrimoni cultural català | Modifica les dades a Wikidata                         |
|        | Antiga palanca sobre el riu Foix                       | palanca                  | Castellet i la Gornal                       | Alt Penedès  | Foix                                                                 |                                         |                      |                           |             | ruïnós                                     | 41° 14′ 35″ N, 1° 39′ 38″ E / 41.24319°N,1.660542°E                     | bé integrant del patrimoni cultural català | Modifica les dades a Wikidata                         |
|        | Aqüeducte de les Aigües a Vilanova i la Geltrú II      | aqüeducte pont           | Castellet i la Gornal                       | Alt Penedès  |                                                                      |                                         |                      |                           |             |                                            | 41° 15′ 23″ N, 1° 39′ 15″ E / 41.25628°N,1.65406°E                      | bé integrant del patrimoni cultural català | Modifica les dades a Wikidata · Més imatges a Commons |
|        | pont de Font d'Horta                                   | pont                     | Castellet i la Gornal                       | Alt Penedès  |                                                                      |                                         |                      |                           |             |                                            | 41° 15′ 28″ N, 1° 37′ 46″ E / 41.2577957377225°N,1.62956367485961°E     |                                            | Modifica les dades a Wikidata                         |
|        | pont de les Masuques                                   | pont                     | Castellet i la Gornal                       | Alt Penedès  |                                                                      |                                         |                      |                           |             |                                            | 41° 17′ 17″ N, 1° 38′ 20″ E / 41.28805°N,1.639°E                        | bé cultural d'interès local                | Modifica les dades a Wikidata · Més imatges a Commons |
|        | Pont de Cal Revella                                    | pont                     | Castellví de la Marca                       | Alt Penedès  |                                                                      |                                         |                      |                           |             |                                            | 41° 19′ 06″ N, 1° 35′ 27″ E / 41.3182013523728°N,1.59091491759063°E     |                                            | Modifica les dades a Wikidata                         |
|        | Pont del Bisbe                                         | pont                     | Castellví de la Marca                       | Alt Penedès  |                                                                      |                                         |                      |                           |             |                                            | 41° 19′ 25″ N, 1° 35′ 16″ E / 41.3237491672175°N,1.58791578249343°E     |                                            | Modifica les dades a Wikidata                         |
|        | Pont de Cal Bitxo                                      | pont                     | el Pla del Penedès                          | Alt Penedès  |                                                                      |                                         | 202.2                | 19th century              |             | bon estat                                  | 41° 24′ 53″ N, 1° 44′ 06″ E / 41.41462°N,1.73492°E                      |                                            | Modifica les dades a Wikidata                         |
|        | Pont de Fontanals                                      | pont                     | el Pla del Penedès                          | Alt Penedès  |                                                                      |                                         |                      |                           |             |                                            | 41° 24′ 33″ N, 1° 42′ 56″ E / 41.4090311693023°N,1.71555935899776°E     |                                            | Modifica les dades a Wikidata                         |
|        | Pont de l'Aguilera                                     | pont                     | el Pla del Penedès                          | Alt Penedès  |                                                                      |                                         | 225.5                | 19th century              |             | bon estat                                  | 41° 25′ 32″ N, 1° 42′ 56″ E / 41.42568°N,1.7156°E                       | bé integrant del patrimoni cultural català | Modifica les dades a Wikidata                         |
|        | Pont de la Bòbila                                      | pont                     | el Pla del Penedès                          | Alt Penedès  |                                                                      |                                         | 201.6                | 20th century              |             | bon estat                                  | 41° 25′ 11″ N, 1° 42′ 52″ E / 41.41979°N,1.71432°E                      |                                            | Modifica les dades a Wikidata                         |
|        | Pont del Cerdà de Palou                                | pont                     | el Pla del Penedès                          | Alt Penedès  |                                                                      |                                         |                      |                           |             |                                            | 41° 25′ 12″ N, 1° 43′ 17″ E / 41.4199849810049°N,1.72130273590709°E     |                                            | Modifica les dades a Wikidata                         |
|        | Pont de Ca l'Eduard                                    | pont                     | Font-rubí                                   | Alt Penedès  |                                                                      |                                         |                      |                           |             |                                            | 41° 25′ 23″ N, 1° 39′ 20″ E / 41.4229718795226°N,1.65542660433949°E     |                                            | Modifica les dades a Wikidata                         |
|        | Pont de Cal Raimondet                                  | pont                     | Font-rubí                                   | Alt Penedès  |                                                                      |                                         | 357                  |                           |             | bon estat                                  | 41° 25′ 31″ N, 1° 37′ 52″ E / 41.42515°N,1.63123°E                      |                                            | Modifica les dades a Wikidata                         |
|        | Pont de Cal Xic                                        | pont                     | Font-rubí                                   | Alt Penedès  |                                                                      |                                         |                      |                           |             |                                            | 41° 24′ 18″ N, 1° 39′ 35″ E / 41.4049729544261°N,1.65985340685053°E     |                                            | Modifica les dades a Wikidata                         |
|        | Pont de Sabanell                                       | pont                     | Font-rubí                                   | Alt Penedès  |                                                                      |                                         |                      |                           |             |                                            | 41° 24′ 50″ N, 1° 41′ 50″ E / 41.4139953483209°N,1.69723858024174°E     |                                            | Modifica les dades a Wikidata                         |
|        | Pont de Sant Salvador                                  | pont                     | Gelida                                      | Alt Penedès  | Anoia                                                                |                                         |                      |                           |             |                                            | 41° 27′ 03″ N, 1° 52′ 01″ E / 41.4507866940133°N,1.86706762411814°E     |                                            | Modifica les dades a Wikidata · Més imatges a Commons |
|        | Pont al torrent de Can Vic                             | pont                     | Mediona                                     | Alt Penedès  |                                                                      |                                         |                      |                           |             |                                            | 41° 28′ 01″ N, 1° 35′ 46″ E / 41.46698°N,1.59601°E                      |                                            | Modifica les dades a Wikidata                         |
|        | Pont de la Riera                                       | pont                     | Mediona                                     | Alt Penedès  |                                                                      |                                         |                      |                           |             |                                            | 41° 28′ 38″ N, 1° 36′ 35″ E / 41.4771299818071°N,1.60977814361441°E     |                                            | Modifica les dades a Wikidata                         |
|        | Pont del Vado                                          | pont                     | Mediona                                     | Alt Penedès  |                                                                      |                                         |                      |                           |             |                                            | 41° 29′ 17″ N, 1° 37′ 53″ E / 41.4880733037721°N,1.63152521294952°E     |                                            | Modifica les dades a Wikidata                         |
|        | Pont de l'Escalat                                      | pont                     | Olesa de Bonesvalls                         | Alt Penedès  |                                                                      |                                         |                      |                           |             |                                            | 41° 20′ 47″ N, 1° 51′ 18″ E / 41.3464257075559°N,1.85509705272916°E     |                                            | Modifica les dades a Wikidata                         |
|        | Pont al paratge de la Parellada                        | pont                     | Olèrdola                                    | Alt Penedès  |                                                                      |                                         |                      | 1947                      |             | bon estat                                  | 41° 19′ 31″ N, 1° 42′ 55″ E / 41.3252°N,1.71525°E                       | bé integrant del patrimoni cultural català | Modifica les dades a Wikidata                         |
|        | Pont del torrent de les Jonqueres                      | pont                     | Olèrdola                                    | Alt Penedès  |                                                                      |                                         |                      |                           |             |                                            |                                                                         | bé integrant del patrimoni cultural català | Modifica les dades a Wikidata                         |
|        | aqüeducte de davant l'església de Sant Genís           | aqüeducte pont           | Pacs del Penedès                            | Alt Penedès  |                                                                      |                                         |                      |                           |             |                                            | 41° 21′ 37″ N, 1° 40′ 15″ E / 41.36024618845115°N,1.670823097229004°E   |                                            | Modifica les dades a Wikidata                         |
|        | pont de Cal Canyes                                     | pont                     | Pacs del Penedès                            | Alt Penedès  |                                                                      |                                         |                      |                           |             |                                            | 41° 21′ 16″ N, 1° 40′ 05″ E / 41.3544652413348°N,1.6680745419145°E      |                                            | Modifica les dades a Wikidata                         |
|        | pont de la Salzereda                                   | pont pont de vianants    | Pacs del Penedès                            | Alt Penedès  | riera de Llitrà                                                      |                                         |                      |                           |             |                                            | 41° 21′ 39″ N, 1° 40′ 14″ E / 41.36083000945258°N,1.670479774475098°E   |                                            | Modifica les dades a Wikidata                         |
|        | Pont de Sant Jaume                                     | pont                     | Pacs del Penedès                            | Alt Penedès  |                                                                      |                                         |                      |                           |             |                                            | 41° 21′ 15″ N, 1° 40′ 08″ E / 41.354179°N,1.66901°E                     | bé integrant del patrimoni cultural català | Modifica les dades a Wikidata                         |
|        | Pont de les Mines                                      | pont                     | Pontons                                     | Alt Penedès  |                                                                      |                                         |                      |                           |             |                                            | 41° 24′ 36″ N, 1° 31′ 49″ E / 41.410037141341°N,1.53022284283514°E      |                                            | Modifica les dades a Wikidata                         |
|        | Pont Gran                                              | pont                     | Sant Cugat Sesgarrigues                     | Alt Penedès  |                                                                      |                                         |                      |                           |             |                                            | 41° 21′ 31″ N, 1° 45′ 28″ E / 41.3585296503339°N,1.75764236132287°E     |                                            | Modifica les dades a Wikidata                         |
|        | Pont sobre el torrent de Sant Marçal                   | pont                     | Sant Cugat Sesgarrigues                     | Alt Penedès  |                                                                      |                                         |                      |                           |             |                                            | 41° 20′ 40″ N, 1° 44′ 56″ E / 41.34443°N,1.74895°E                      | bé integrant del patrimoni cultural català | Modifica les dades a Wikidata                         |
|        | Pont Xic                                               | pont                     | Sant Cugat Sesgarrigues                     | Alt Penedès  |                                                                      |                                         |                      |                           |             |                                            | 41° 22′ 45″ N, 1° 40′ 54″ E / 41.3792384862266°N,1.68163268530927°E     |                                            | Modifica les dades a Wikidata                         |
|        | Pontet de Sant Marçal                                  | pont                     | Sant Cugat Sesgarrigues                     | Alt Penedès  |                                                                      |                                         |                      |                           |             |                                            | 41° 21′ 07″ N, 1° 44′ 54″ E / 41.3519261038825°N,1.74839612828634°E     |                                            | Modifica les dades a Wikidata                         |
|        | Aqüeducte de Can Claramunt                             | aqüeducte pont           | Sant Llorenç d'Hortons                      | Alt Penedès  |                                                                      |                                         | 235                  |                           |             | malmès                                     | 41° 28′ 01″ N, 1° 48′ 12″ E / 41.46699°N,1.80331°E                      |                                            | Modifica les dades a Wikidata                         |
|        | Pont de cal Fèlix                                      | pont                     | Sant Llorenç d'Hortons                      | Alt Penedès  |                                                                      |                                         | 164                  |                           |             | bon estat                                  | 41° 27′ 33″ N, 1° 49′ 20″ E / 41.45913°N,1.82227°E                      |                                            | Modifica les dades a Wikidata                         |
|        | Pont de Cal Prats                                      | pont                     | Sant Llorenç d'Hortons                      | Alt Penedès  |                                                                      |                                         | 201                  | 1908                      |             | bon estat                                  | 41° 27′ 43″ N, 1° 48′ 54″ E / 41.46194°N,1.81504°E                      |                                            | Modifica les dades a Wikidata                         |
|        | Pont al torrent de la Socarrada                        | pont                     | Sant Martí Sarroca                          | Alt Penedès  |                                                                      |                                         |                      |                           |             |                                            |                                                                         | bé integrant del patrimoni cultural català | Modifica les dades a Wikidata                         |
|        | Pont de Cal Pau Vallès                                 | pont                     | Sant Martí Sarroca                          | Alt Penedès  |                                                                      |                                         |                      |                           |             |                                            | 41° 21′ 30″ N, 1° 38′ 22″ E / 41.35830987329°N,1.63945970047639°E       |                                            | Modifica les dades a Wikidata                         |
|        | Pont de Cal Sisplau                                    | pont                     | Sant Martí Sarroca                          | Alt Penedès  | Foix                                                                 |                                         |                      |                           |             |                                            | 41° 23′ 36″ N, 1° 36′ 00″ E / 41.3932252251045°N,1.59991732109302°E     |                                            | Modifica les dades a Wikidata                         |
|        | Pont de Can Vallès                                     | pont                     | Sant Martí Sarroca                          | Alt Penedès  |                                                                      |                                         |                      |                           |             |                                            | 41° 22′ 47″ N, 1° 35′ 23″ E / 41.3798042781445°N,1.5895857981232°E      |                                            | Modifica les dades a Wikidata                         |
|        | Pont de la Rovira                                      | pont                     | Sant Martí Sarroca                          | Alt Penedès  |                                                                      |                                         |                      |                           |             |                                            | 41° 20′ 11″ N, 1° 39′ 17″ E / 41.3363409175502°N,1.65478398083287°E     |                                            | Modifica les dades a Wikidata                         |
|        | Pont de Parés Baltà                                    | pont                     | Sant Martí Sarroca                          | Alt Penedès  |                                                                      |                                         |                      |                           |             |                                            |                                                                         | bé integrant del patrimoni cultural català | Modifica les dades a Wikidata                         |
|        | Pont del Colet                                         | pont                     | Sant Martí Sarroca                          | Alt Penedès  |                                                                      |                                         |                      |                           |             |                                            | 41° 21′ 58″ N, 1° 38′ 04″ E / 41.3659982054738°N,1.63456481805029°E     |                                            | Modifica les dades a Wikidata                         |
|        | Aqüeducte de Sant Pere de Riudebitlles                 | aqüeducte pont           | Sant Pere de Riudebitlles                   | Alt Penedès  |                                                                      |                                         |                      | 17th century              |             | bon estat                                  | 41° 27′ 00″ N, 1° 41′ 30″ E / 41.45°N,1.6916°E                          | bé integrant del patrimoni cultural català | Modifica les dades a Wikidata · Més imatges a Commons |
|        | Pont de l'Altra Banda                                  | pont                     | Sant Pere de Riudebitlles                   | Alt Penedès  | Riu de Bitlles                                                       |                                         |                      |                           |             |                                            | 41° 27′ 16″ N, 1° 42′ 17″ E / 41.4545493939265°N,1.70471240446319°E     |                                            | Modifica les dades a Wikidata                         |
|        | Pont de la Baieta                                      | pont                     | Sant Pere de Riudebitlles                   | Alt Penedès  |                                                                      |                                         |                      | 19th century              |             | malmès                                     | 41° 27′ 04″ N, 1° 42′ 22″ E / 41.45111°N,1.70599°E                      |                                            | Modifica les dades a Wikidata                         |
|        | Pont de la Boja                                        | pont                     | Sant Pere de Riudebitlles                   | Alt Penedès  |                                                                      |                                         |                      | 19th century              |             | malmès                                     | 41° 27′ 17″ N, 1° 42′ 27″ E / 41.45483°N,1.70762°E                      |                                            | Modifica les dades a Wikidata                         |
|        | Pont del Cavaller                                      | pont                     | Sant Pere de Riudebitlles                   | Alt Penedès  |                                                                      |                                         |                      | 18th century              |             | bon estat                                  | 41° 26′ 48″ N, 1° 42′ 05″ E / 41.44675°N,1.70138°E                      |                                            | Modifica les dades a Wikidata                         |
|        | Pont del Sabater                                       | pont                     | Sant Pere de Riudebitlles                   | Alt Penedès  |                                                                      |                                         |                      |                           |             | malmès                                     | 41° 26′ 53″ N, 1° 42′ 11″ E / 41.44803°N,1.70293°E                      |                                            | Modifica les dades a Wikidata                         |
|        | Pont dels Borrissols                                   | pont                     | Sant Pere de Riudebitlles                   | Alt Penedès  | Riu de Bitlles                                                       |                                         |                      |                           |             |                                            | 41° 27′ 17″ N, 1° 41′ 58″ E / 41.4548321593722°N,1.69943879496049°E     |                                            | Modifica les dades a Wikidata                         |
|        | Pont de Barquies                                       | pont                     | Sant Quintí de Mediona                      | Alt Penedès  |                                                                      |                                         |                      |                           |             |                                            | 41° 27′ 23″ N, 1° 41′ 35″ E / 41.4563552539432°N,1.69315847655611°E     |                                            | Modifica les dades a Wikidata                         |
|        | Pont de l'Anoia                                        | pont                     | Sant Sadurní d'Anoia                        | Alt Penedès  | Anoia                                                                |                                         |                      |                           |             |                                            | 41° 26′ 36″ N, 1° 47′ 13″ E / 41.4433223899679°N,1.78695826135783°E     |                                            | Modifica les dades a Wikidata                         |
|        | Pont de Sant Sadurní                                   | pont                     | Sant Sadurní d'Anoia                        | Alt Penedès  |                                                                      |                                         |                      |                           |             | enderrocat o destruït jaciment arqueològic | 41° 25′ 32″ N, 1° 47′ 25″ E / 41.42564°N,1.79017°E                      |                                            | Modifica les dades a Wikidata · Més imatges a Commons |
|        | pont de Sant Sadurní d'Anoia                           | pont                     | Sant Sadurní d'Anoia                        | Alt Penedès  | riera de Lavernó                                                     |                                         |                      |                           |             |                                            | 41° 25′ 17″ N, 1° 47′ 30″ E / 41.42128950761943°N,1.7917907238006594°E  |                                            | Modifica les dades a Wikidata · Més imatges a Commons |
|        | Pont del Torrent de Can Batller Vell                   | pont                     | Sant Sadurní d'Anoia                        | Alt Penedès  |                                                                      |                                         |                      |                           |             |                                            |                                                                         | bé integrant del patrimoni cultural català | Modifica les dades a Wikidata                         |
|        | viaducte de l'estació                                  | pont                     | Sant Sadurní d'Anoia                        | Alt Penedès  | línia Barcelona-Vilafranca-Tarragona Estació de Sant Sadurní d'Anoia |                                         | 153                  |                           |             |                                            | 41° 25′ 15″ N, 1° 47′ 46″ E / 41.42073°N,1.796007°E                     |                                            | Modifica les dades a Wikidata · Més imatges a Commons |
|        | Pont de Baldús                                         | pont                     | Santa Fe del Penedès                        | Alt Penedès  |                                                                      |                                         |                      |                           |             | malmès                                     | 41° 23′ 43″ N, 1° 42′ 32″ E / 41.39516°N,1.70895°E                      |                                            | Modifica les dades a Wikidata                         |
|        | Pont d'en Ferran                                       | pont                     | Santa Margarida i els Monjos                | Alt Penedès  | Foix                                                                 |                                         |                      |                           |             |                                            | 41° 20′ 17″ N, 1° 39′ 37″ E / 41.3381880724411°N,1.66024354868356°E     |                                            | Modifica les dades a Wikidata                         |
|        | Pont de la Bruixa                                      | pont                     | Santa Margarida i els Monjos                | Alt Penedès  |                                                                      |                                         |                      |                           |             |                                            | 41° 18′ 44″ N, 1° 38′ 33″ E / 41.3121647572828°N,1.64248647993864°E     |                                            | Modifica les dades a Wikidata                         |
|        | Gual de Santa Margarida                                | pont                     | Subirats                                    | Alt Penedès  |                                                                      |                                         |                      |                           |             |                                            | 41° 23′ 05″ N, 1° 45′ 58″ E / 41.3848048759796°N,1.76607631083295°E     |                                            | Modifica les dades a Wikidata                         |
|        | Pont al Pas de Piles                                   | pont                     | Subirats                                    | Alt Penedès  | Anoia                                                                |                                         |                      |                           |             |                                            | 41° 25′ 40″ N, 1° 48′ 56″ E / 41.427907°N,1.815534°E                    |                                            | Modifica les dades a Wikidata · Més imatges a Commons |
|        | Pont de Ca l'Artigues                                  | pont                     | Subirats                                    | Alt Penedès  | riera de Lavernó                                                     |                                         |                      | 1908                      |             |                                            | 41° 23′ 58″ N, 1° 46′ 02″ E / 41.39934659107146°N,1.7673021554946902°E  |                                            | Modifica les dades a Wikidata · Més imatges a Commons |
|        | Pont de Cal Tifarro                                    | pont                     | Subirats                                    | Alt Penedès  |                                                                      |                                         |                      |                           |             |                                            | 41° 23′ 22″ N, 1° 45′ 38″ E / 41.3894474089728°N,1.76055835664421°E     |                                            | Modifica les dades a Wikidata                         |
|        | Pont de Can Bou                                        | pont                     | Subirats                                    | Alt Penedès  |                                                                      |                                         |                      |                           |             |                                            | 41° 24′ 19″ N, 1° 46′ 40″ E / 41.4053503978338°N,1.77786662397619°E     |                                            | Modifica les dades a Wikidata                         |
|        | Pont de Fusta                                          | pont                     | Subirats                                    | Alt Penedès  |                                                                      |                                         |                      |                           |             |                                            | 41° 24′ 34″ N, 1° 45′ 32″ E / 41.4095513777167°N,1.75884823217596°E     |                                            | Modifica les dades a Wikidata                         |
|        | Pont sobre el torrent de Cantallops                    | pont                     | Subirats                                    | Alt Penedès  |                                                                      |                                         |                      |                           |             |                                            |                                                                         | bé integrant del patrimoni cultural català | Modifica les dades a Wikidata                         |
|        | pont sobre la riera de Sant Sebastià dels Gorgs        | pont                     | Subirats                                    | Alt Penedès  |                                                                      |                                         |                      |                           |             |                                            | 41° 23′ 08″ N, 1° 46′ 02″ E / 41.385485°N,1.767159°E                    | bé cultural d'interès local                | Modifica les dades a Wikidata · Més imatges a Commons |
|        | Pont de la Baieta                                      | pont                     | Terrassola i Lavit                          | Alt Penedès  |                                                                      |                                         |                      |                           |             |                                            | 41° 27′ 08″ N, 1° 42′ 27″ E / 41.4522743532005°N,1.7074514184327°E      |                                            | Modifica les dades a Wikidata                         |
|        | Pont de la Fassina                                     | pont                     | Terrassola i Lavit                          | Alt Penedès  |                                                                      |                                         | 195                  | 1954                      |             | bon estat                                  | 41° 26′ 51″ N, 1° 43′ 47″ E / 41.44745°N,1.72973°E                      |                                            | Modifica les dades a Wikidata                         |
|        | Pont de les Escoles                                    | pont                     | Terrassola i Lavit                          | Alt Penedès  |                                                                      |                                         | 197                  | 1929                      |             | bon estat                                  | 41° 26′ 50″ N, 1° 43′ 43″ E / 41.44736°N,1.7285°E                       |                                            | Modifica les dades a Wikidata · Més imatges a Commons |
|        | Pont del rec de les Hortes                             | pont                     | Terrassola i Lavit                          | Alt Penedès  |                                                                      |                                         | 186                  |                           |             |                                            | 41° 26′ 39″ N, 1° 44′ 15″ E / 41.44422°N,1.73749°E                      |                                            | Modifica les dades a Wikidata                         |
|        | Pont dels Mussons                                      | pont                     | Terrassola i Lavit                          | Alt Penedès  | Riu de Bitlles                                                       |                                         |                      | 1913                      |             |                                            | 41° 26′ 52″ N, 1° 43′ 30″ E / 41.4478234705698°N,1.7250898585016°E      |                                            | Modifica les dades a Wikidata                         |
|        | Gual del Trull                                         | pont                     | Torrelles de Foix                           | Alt Penedès  | Foix                                                                 |                                         |                      |                           |             |                                            | 41° 24′ 59″ N, 1° 34′ 30″ E / 41.4163740010375°N,1.5749865831478°E      |                                            | Modifica les dades a Wikidata                         |
|        | la Carrerada                                           | pont                     | Torrelles de Foix                           | Alt Penedès  |                                                                      |                                         |                      |                           |             |                                            | 41° 26′ 57″ N, 1° 33′ 58″ E / 41.4491396326795°N,1.56608114491912°E     |                                            | Modifica les dades a Wikidata                         |
|        | Pont al torrent de Mata-rectors                        | pont                     | Torrelles de Foix                           | Alt Penedès  |                                                                      |                                         |                      |                           |             |                                            | 41° 19′ 13″ N, 1° 40′ 36″ E / 41.320355°N,1.676591°E                    | bé integrant del patrimoni cultural català | Modifica les dades a Wikidata                         |
|        | Pont de la Masia                                       | pont                     | Torrelles de Foix                           | Alt Penedès  |                                                                      |                                         |                      |                           |             |                                            | 41° 23′ 56″ N, 1° 33′ 09″ E / 41.3988185507261°N,1.55259395762651°E     |                                            | Modifica les dades a Wikidata                         |
|        | Pont de les Dous                                       | pont                     | Torrelles de Foix                           | Alt Penedès  |                                                                      |                                         |                      |                           |             |                                            | 41° 23′ 40″ N, 1° 33′ 23″ E / 41.3945155393339°N,1.55637358237727°E     |                                            | Modifica les dades a Wikidata                         |
|        | Pont del Castell                                       | pont                     | Torrelles de Foix                           | Alt Penedès  |                                                                      |                                         | 364                  | 18th century              |             |                                            | 41° 23′ 15″ N, 1° 34′ 07″ E / 41.3876°N,1.56871°E                       | bé integrant del patrimoni cultural català | Modifica les dades a Wikidata · Més imatges a Commons |
|        | Pont del Pitxellet                                     | pont                     | Torrelles de Foix                           | Alt Penedès  |                                                                      |                                         |                      |                           |             |                                            | 41° 25′ 11″ N, 1° 35′ 36″ E / 41.4197894786206°N,1.59342358061181°E     |                                            | Modifica les dades a Wikidata                         |
|        | Pont de Pas                                            | pont                     | Vilafranca del Penedès                      | Alt Penedès  |                                                                      |                                         |                      |                           |             |                                            | 41° 21′ 48″ N, 1° 43′ 07″ E / 41.3632373087329°N,1.7187439726489°E      |                                            | Modifica les dades a Wikidata                         |
|        | Pont Xic                                               | pont                     | Vilobí del Penedès                          | Alt Penedès  |                                                                      |                                         |                      |                           |             |                                            | 41° 21′ 27″ N, 1° 45′ 12″ E / 41.3575015085708°N,1.7533581667908°E      |                                            | Modifica les dades a Wikidata                         |
|        | Pont d'Argençola                                       | pont                     | Argençola                                   | Anoia        |                                                                      |                                         | 555                  | 20th century              |             | bon estat                                  | 41° 37′ 03″ N, 1° 26′ 51″ E / 41.6176244347107°N,1.44744133591657°E     |                                            | Modifica les dades a Wikidata                         |
|        | Pont de Cal Porcater                                   | pont                     | Argençola                                   | Anoia        |                                                                      |                                         | 466                  | 19th century              |             | bon estat                                  | 41° 35′ 14″ N, 1° 29′ 29″ E / 41.58729°N,1.49147°E                      | bé integrant del patrimoni cultural català | Modifica les dades a Wikidata                         |
|        | Pont de Contrast                                       | pont                     | Argençola                                   | Anoia        |                                                                      |                                         | 610                  | 20th century              | ulls:1      | bon estat                                  | 41° 34′ 44″ N, 1° 26′ 02″ E / 41.5790164868589°N,1.43384009435152°E     |                                            | Modifica les dades a Wikidata                         |
|        | Pont de la Rasa de Coma-Sarda                          | pont                     | Argençola                                   | Anoia        |                                                                      |                                         | 454                  | 19th century              | ulls:1      | bon estat                                  | 41° 35′ 23″ N, 1° 29′ 45″ E / 41.58978°N,1.49571°E                      |                                            | Modifica les dades a Wikidata                         |
|        | Pont de la riera de Clariana                           | pont                     | Argençola                                   | Anoia        |                                                                      |                                         |                      | 19th century              |             |                                            | 41° 35′ 23″ N, 1° 29′ 45″ E / 41.58978°N,1.49571°E                      | bé integrant del patrimoni cultural català | Modifica les dades a Wikidata                         |
|        | Pont de la Garsa                                       | pont                     | Bellprat                                    | Anoia        |                                                                      |                                         |                      |                           |             |                                            | 41° 30′ 09″ N, 1° 25′ 51″ E / 41.5025064080368°N,1.43084500234565°E     |                                            | Modifica les dades a Wikidata                         |
|        | Pont de la Plana                                       | pont                     | Bellprat                                    | Anoia        |                                                                      |                                         |                      |                           |             |                                            | 41° 30′ 02″ N, 1° 29′ 04″ E / 41.5006676567938°N,1.48446832323274°E     |                                            | Modifica les dades a Wikidata                         |
|        | Pont del Coll Roig                                     | pont                     | Bellprat                                    | Anoia        |                                                                      |                                         |                      |                           |             |                                            | 41° 30′ 54″ N, 1° 24′ 28″ E / 41.5148990200352°N,1.40783679163121°E     |                                            | Modifica les dades a Wikidata                         |
|        | Pont del riu Boix                                      | pont                     | Bellprat                                    | Anoia        |                                                                      |                                         |                      |                           |             |                                            | 41° 30′ 17″ N, 1° 25′ 33″ E / 41.50468°N,1.42577°E                      | bé integrant del patrimoni cultural català | Modifica les dades a Wikidata                         |
|        | pont de Capellades                                     | pont                     | Cabrera d'Anoia Capellades Vallbona d'Anoia | Anoia        | Anoia                                                                |                                         | 246                  | 1940                      | ulls:5      | bon estat                                  | 41° 31′ 18″ N, 1° 41′ 33″ E / 41.52166°N,1.69244°E                      | bé integrant del patrimoni cultural català | Modifica les dades a Wikidata · Més imatges a Commons |
|        | pont del Bisbe                                         | pont                     | Capellades                                  | Anoia        |                                                                      |                                         |                      |                           |             |                                            | 41° 31′ 33″ N, 1° 41′ 19″ E / 41.5257033782105°N,1.68857558733666°E     |                                            | Modifica les dades a Wikidata                         |
|        | Pont de Cal Cases                                      | pont                     | Carme                                       | Anoia        |                                                                      |                                         |                      |                           |             | bon estat                                  | 41° 32′ 17″ N, 1° 39′ 00″ E / 41.538038°N,1.649953°E                    |                                            | Modifica les dades a Wikidata                         |
|        | Pont de Carme                                          | pont                     | Carme                                       | Anoia        | riera de Carme                                                       |                                         |                      |                           |             | bon estat                                  | 41° 31′ 54″ N, 1° 37′ 07″ E / 41.53172°N,1.61852°E                      |                                            | Modifica les dades a Wikidata                         |
|        | Pont de la Drecera d'Espoia                            | pont                     | Carme                                       | Anoia        |                                                                      |                                         |                      |                           |             | malmès                                     | 41° 31′ 34″ N, 1° 37′ 53″ E / 41.526136°N,1.631296°E                    |                                            | Modifica les dades a Wikidata                         |
|        | Pont de Les Escodines                                  | pont                     | Carme                                       | Anoia        |                                                                      |                                         |                      |                           |             | bon estat                                  | 41° 31′ 09″ N, 1° 36′ 33″ E / 41.51912°N,1.60912°E                      |                                            | Modifica les dades a Wikidata                         |
|        | Pont del Molí Major                                    | pont                     | Carme                                       | Anoia        |                                                                      |                                         |                      |                           |             | bon estat                                  | 41° 31′ 56″ N, 1° 38′ 10″ E / 41.53223°N,1.636°E                        |                                            | Modifica les dades a Wikidata                         |
|        | Pont Vell                                              | pont                     | Castellolí                                  | Anoia        |                                                                      |                                         |                      |                           |             |                                            | 41° 35′ 56″ N, 1° 42′ 15″ E / 41.5989815816685°N,1.70416793575523°E     |                                            | Modifica les dades a Wikidata                         |
|        | Pont d'accés a Copons                                  | pont                     | Copons                                      | Anoia        |                                                                      |                                         | 413                  | 20th century              |             | bon estat                                  | 41° 38′ 04″ N, 1° 31′ 10″ E / 41.6344°N,1.5194°E                        |                                            | Modifica les dades a Wikidata                         |
|        | Pont de Sant Pere de Copons                            | pont                     | Copons                                      | Anoia        |                                                                      |                                         | 457                  | 20th century              |             | bon estat                                  | 41° 38′ 51″ N, 1° 31′ 19″ E / 41.64741°N,1.52192°E                      |                                            | Modifica les dades a Wikidata                         |
|        | Pont de Viladases                                      | pont                     | Copons                                      | Anoia        |                                                                      |                                         |                      |                           |             | bon estat                                  | 41° 37′ 59″ N, 1° 29′ 47″ E / 41.6331003794061°N,1.49637651603793°E     |                                            | Modifica les dades a Wikidata                         |
|        | Pont del Bel                                           | pont                     | Copons                                      | Anoia        |                                                                      |                                         |                      |                           |             | bon estat                                  | 41° 37′ 37″ N, 1° 31′ 27″ E / 41.6269948574778°N,1.52426055560257°E     |                                            | Modifica les dades a Wikidata                         |
|        | Pont del torrent Boter                                 | pont                     | Copons                                      | Anoia        |                                                                      |                                         | 467                  | 20th century              |             | bon estat                                  | 41° 38′ 34″ N, 1° 30′ 40″ E / 41.64272°N,1.51104°E                      |                                            | Modifica les dades a Wikidata                         |
|        | Pont dels Nocs                                         | pont                     | Copons                                      | Anoia        |                                                                      |                                         | 398                  |                           |             | bon estat                                  | 41° 37′ 34″ N, 1° 31′ 21″ E / 41.62618°N,1.52254°E                      |                                            | Modifica les dades a Wikidata                         |
|        | Pont sota el pla de Simeó                              | pont                     | Copons                                      | Anoia        |                                                                      |                                         | 444                  | 20th century              |             | bon estat                                  | 41° 38′ 26″ N, 1° 30′ 48″ E / 41.64045°N,1.51346°E                      |                                            | Modifica les dades a Wikidata                         |
|        | Pont de Cal Petit                                      | pont                     | el Bruc                                     | Anoia        |                                                                      |                                         |                      |                           |             |                                            | 41° 38′ 14″ N, 1° 46′ 46″ E / 41.6371581021754°N,1.77948802809467°E     |                                            | Modifica les dades a Wikidata                         |
|        | Pont de la Parròquia                                   | pont                     | el Bruc                                     | Anoia        |                                                                      |                                         | 468                  | 1917                      |             | bon estat                                  | 41° 34′ 39″ N, 1° 46′ 56″ E / 41.57757°N,1.78232°E                      | bé cultural d'interès local                | Modifica les dades a Wikidata · Més imatges a Commons |
|        | Pont de la Plana                                       | pont                     | el Bruc                                     | Anoia        |                                                                      |                                         |                      |                           |             |                                            | 41° 38′ 26″ N, 1° 46′ 45″ E / 41.640658952821°N,1.77921784310593°E      |                                            | Modifica les dades a Wikidata                         |
|        | Pont Foradat                                           | pont                     | el Bruc                                     | Anoia        |                                                                      |                                         |                      |                           |             |                                            | 41° 35′ 22″ N, 1° 44′ 42″ E / 41.5894102532563°N,1.7450430697584°E      |                                            | Modifica les dades a Wikidata                         |
|        | Resclosa i pont de la Caseta de l'Hort                 | pont                     | els Hostalets de Pierola                    | Anoia        |                                                                      |                                         | 320                  |                           |             | bon estat                                  | 41° 31′ 46″ N, 1° 46′ 25″ E / 41.5294°N,1.77351°E                       |                                            | Modifica les dades a Wikidata                         |
|        | Aqüeducte de l'Espelt                                  | aqüeducte pont           | Igualada Òdena                              | Anoia        |                                                                      |                                         |                      | 1821                      |             |                                            | 41° 35′ 31″ N, 1° 36′ 25″ E / 41.5919°N,1.60682°E                       | bé cultural d'interès local                | Modifica les dades a Wikidata · Més imatges a Commons |
|        | Pont Gran                                              | pont                     | Igualada Santa Margarida de Montbui         | Anoia        | Anoia                                                                |                                         |                      | 1895                      |             | bon estat                                  | 41° 34′ 44″ N, 1° 36′ 28″ E / 41.5788948300008°N,1.60777743280508°E     |                                            | Modifica les dades a Wikidata · Més imatges a Commons |
|        | Pont antic de Jorba                                    | pont                     | Jorba                                       | Anoia        | riera de Rubió                                                       |                                         | 363                  | 1787                      |             | bon estat                                  | 41° 36′ 09″ N, 1° 32′ 40″ E / 41.602382°N,1.544352°E                    | bé integrant del patrimoni cultural català | Modifica les dades a Wikidata                         |
|        | Pont del Ganxo                                         | pont                     | Jorba                                       | Anoia        |                                                                      |                                         | 373.2                | 20th century              |             | bon estat                                  | 41° 36′ 31″ N, 1° 31′ 54″ E / 41.6085438515197°N,1.53161776461366°E     |                                            | Modifica les dades a Wikidata                         |
|        | Pont de Cal Matoses                                    | pont                     | la Llacuna                                  | Anoia        |                                                                      |                                         |                      |                           |             |                                            | 41° 29′ 39″ N, 1° 34′ 37″ E / 41.4941392319467°N,1.57694902153508°E     |                                            | Modifica les dades a Wikidata                         |
|        | Pont de l'Arc                                          | pont                     | la Llacuna                                  | Anoia        |                                                                      |                                         |                      |                           |             |                                            | 41° 28′ 12″ N, 1° 31′ 54″ E / 41.47008°N,1.53164°E                      | bé integrant del patrimoni cultural català | Modifica les dades a Wikidata · Més imatges a Commons |
|        | Pont de la Casa Nova                                   | pont                     | la Llacuna                                  | Anoia        |                                                                      |                                         |                      |                           |             |                                            | 41° 29′ 14″ N, 1° 33′ 08″ E / 41.4872657286186°N,1.5523277676482°E      |                                            | Modifica les dades a Wikidata                         |
|        | Pont de les Esplanes                                   | pont                     | la Llacuna                                  | Anoia        |                                                                      |                                         |                      |                           |             |                                            | 41° 28′ 46″ N, 1° 32′ 37″ E / 41.4795448232245°N,1.54362457419794°E     |                                            | Modifica les dades a Wikidata                         |
|        | Aqüeducte de la Riera de Carme                         | aqüeducte pont           | la Pobla de Claramunt                       | Anoia        |                                                                      |                                         | 267                  |                           |             | malmès                                     | 41° 32′ 43″ N, 1° 39′ 55″ E / 41.54525°N,1.6652°E                       |                                            | Modifica les dades a Wikidata                         |
|        | el Pas Blau                                            | pont                     | la Pobla de Claramunt                       | Anoia        | Anoia                                                                |                                         |                      | 1994                      |             |                                            | 41° 33′ 03″ N, 1° 40′ 51″ E / 41.5509418451096°N,1.68075140344719°E     |                                            | Modifica les dades a Wikidata                         |
|        | Pont d Vinçó                                           | pont                     | la Pobla de Claramunt                       | Anoia        |                                                                      |                                         | 266                  | 19th century              |             |                                            | 41° 32′ 43″ N, 1° 39′ 55″ E / 41.54529°N,1.6652°E                       |                                            | Modifica les dades a Wikidata                         |
|        | Pont de Cal Ti                                         | pont                     | la Pobla de Claramunt                       | Anoia        |                                                                      |                                         | 269                  | 1890                      |             | bon estat                                  | 41° 33′ 03″ N, 1° 41′ 20″ E / 41.55074°N,1.68875°E                      |                                            | Modifica les dades a Wikidata                         |
|        | Pont de Claramunt                                      | pont                     | la Pobla de Claramunt                       | Anoia        | Anoia                                                                |                                         | 268                  | 1883                      |             |                                            | 41° 33′ 46″ N, 1° 40′ 17″ E / 41.562738°N,1.671343°E                    | bé integrant del patrimoni cultural català | Modifica les dades a Wikidata · Més imatges a Commons |
|        | Pont de la Pobla                                       | pont                     | la Pobla de Claramunt                       | Anoia        |                                                                      |                                         | 257                  | 1930                      |             | bon estat                                  | 41° 33′ 11″ N, 1° 40′ 36″ E / 41.55308°N,1.67673°E                      |                                            | Modifica les dades a Wikidata                         |
|        | Pont de la riera de Carme                              | pont                     | la Pobla de Claramunt                       | Anoia        | riera de Carme                                                       |                                         | 262                  | 1940 1882                 |             | bon estat                                  | 41° 32′ 54″ N, 1° 40′ 12″ E / 41.548346°N,1.669988°E                    | bé integrant del patrimoni cultural català | Modifica les dades a Wikidata · Més imatges a Commons |
|        | Pont de Rigat                                          | pont                     | la Pobla de Claramunt                       | Anoia        |                                                                      |                                         | 272                  | 1883                      |             | bon estat                                  | 41° 33′ 53″ N, 1° 39′ 38″ E / 41.56483°N,1.66046°E                      |                                            | Modifica les dades a Wikidata                         |
|        | Pont dels Plans d'Arau                                 | pont                     | la Pobla de Claramunt                       | Anoia        |                                                                      |                                         | 282                  | 1890                      |             | bon estat                                  | 41° 33′ 53″ N, 1° 40′ 21″ E / 41.56463°N,1.67246°E                      |                                            | Modifica les dades a Wikidata                         |
|        | Pont dels Vivencs                                      | pont                     | la Pobla de Claramunt                       | Anoia        |                                                                      |                                         | 263                  | 1890                      |             | bon estat                                  | 41° 33′ 20″ N, 1° 41′ 08″ E / 41.55552°N,1.68554°E                      |                                            | Modifica les dades a Wikidata                         |
|        | Antic Pont de Vilanova d'Espoia                        | pont                     | la Torre de Claramunt                       | Anoia        |                                                                      |                                         | 396                  | 19th century              |             |                                            | 41° 30′ 57″ N, 1° 39′ 32″ E / 41.515784°N,1.658973°E                    | bé integrant del patrimoni cultural català | Modifica les dades a Wikidata                         |
|        | Pont de l'Anoia                                        | pont                     | la Torre de Claramunt                       | Anoia        |                                                                      |                                         | 264                  | 2011                      |             | bon estat                                  | 41° 32′ 31″ N, 1° 41′ 24″ E / 41.54203°N,1.68997°E                      |                                            | Modifica les dades a Wikidata                         |
|        | Pont del ramal del Rec Major                           | pont                     | la Torre de Claramunt                       | Anoia        |                                                                      |                                         | 270                  | 19th century              |             | bon estat                                  | 41° 32′ 20″ N, 1° 41′ 07″ E / 41.53897°N,1.68537°E                      |                                            | Modifica les dades a Wikidata                         |
|        | Pont del rec de la Torre Baixa                         | pont                     | la Torre de Claramunt                       | Anoia        |                                                                      |                                         | 270                  | 18th century              |             |                                            | 41° 32′ 20″ N, 1° 41′ 07″ E / 41.53897°N,1.68541°E                      |                                            | Modifica les dades a Wikidata                         |
|        | Pont del Vidu                                          | pont                     | la Torre de Claramunt                       | Anoia        |                                                                      |                                         | 315                  |                           |             | malmès                                     | 41° 31′ 58″ N, 1° 39′ 24″ E / 41.53287°N,1.65653°E                      |                                            | Modifica les dades a Wikidata                         |
|        | Pont Nou de Vilanova d'Espoia                          | pont                     | la Torre de Claramunt                       | Anoia        |                                                                      |                                         |                      | 20th century              |             |                                            | 41° 30′ 57″ N, 1° 39′ 32″ E / 41.515723888888886°N,1.6589269444444446°E | bé integrant del patrimoni cultural català | Modifica les dades a Wikidata                         |
|        | Pont de Mussa                                          | pont                     | Montmaneu                                   | Anoia        |                                                                      |                                         |                      |                           |             |                                            | 41° 37′ 18″ N, 1° 24′ 57″ E / 41.6215810028674°N,1.4159457020983°E      |                                            | Modifica les dades a Wikidata                         |
|        | aqüeducte-pont Gran                                    | aqüeducte pont aqüeducte | Òdena                                       | Anoia        |                                                                      | Aqüeducte de l'Espelt                   | 331                  | 1820                      |             |                                            | 41° 35′ 31″ N, 1° 36′ 25″ E / 41.591874°N,1.606841°E                    | bé integrant del patrimoni cultural català | Modifica les dades a Wikidata · Més imatges a Commons |
|        | Embassament i pont de can Macià                        | pont                     | Òdena                                       | Anoia        |                                                                      |                                         |                      | 1921                      |             | bon estat                                  | 41° 35′ 47″ N, 1° 39′ 29″ E / 41.59648°N,1.65813°E                      |                                            | Modifica les dades a Wikidata                         |
|        | Pont d'en Morera                                       | pont                     | Òdena                                       | Anoia        |                                                                      |                                         |                      | 1901                      |             | malmès                                     | 41° 36′ 56″ N, 1° 37′ 58″ E / 41.6155460185571°N,1.63268639582102°E     |                                            | Modifica les dades a Wikidata                         |
|        | Pont de can Martorell                                  | pont                     | Òdena                                       | Anoia        |                                                                      |                                         |                      | 1923                      |             | bon estat                                  | 41° 35′ 53″ N, 1° 36′ 49″ E / 41.59808°N,1.61351°E                      |                                            | Modifica les dades a Wikidata                         |
|        | Pont de can Roca                                       | pont                     | Òdena                                       | Anoia        |                                                                      |                                         |                      | 20th century              |             | bon estat                                  | 41° 35′ 54″ N, 1° 38′ 09″ E / 41.59845°N,1.63572°E                      |                                            | Modifica les dades a Wikidata                         |
|        | Pont de Ferro                                          | pont                     | Òdena                                       | Anoia        |                                                                      |                                         |                      | 20th century              |             |                                            | 41° 36′ 27″ N, 1° 38′ 15″ E / 41.60746°N,1.63761°E                      |                                            | Modifica les dades a Wikidata                         |
|        | Pont de l'antic camí de l'Espelt a Igualada            | pont                     | Òdena                                       | Anoia        |                                                                      |                                         |                      | 20th century              |             | bon estat                                  | 41° 35′ 37″ N, 1° 35′ 30″ E / 41.59355°N,1.59176°E                      |                                            | Modifica les dades a Wikidata                         |
|        | Pont de la carretera de can Macià                      | pont                     | Òdena                                       | Anoia        |                                                                      |                                         |                      | 20th century              |             | bon estat                                  | 41° 36′ 06″ N, 1° 38′ 53″ E / 41.60171°N,1.64795°E                      |                                            | Modifica les dades a Wikidata                         |
|        | Pont de la O                                           | pont                     | Òdena                                       | Anoia        |                                                                      |                                         |                      | 1900                      |             |                                            | 41° 36′ 19″ N, 1° 37′ 48″ E / 41.605208°N,1.629989°E                    | bé integrant del patrimoni cultural català | Modifica les dades a Wikidata                         |
|        | Pont de Monells o de pedra                             | pont                     | Òdena                                       | Anoia        |                                                                      |                                         |                      | 20th century              |             | bon estat                                  | 41° 36′ 41″ N, 1° 38′ 20″ E / 41.61136°N,1.63884°E                      |                                            | Modifica les dades a Wikidata                         |
|        | Pont de Ventaiols                                      | pont                     | Òdena                                       | Anoia        |                                                                      |                                         |                      | 20th century              |             | bon estat                                  | 41° 36′ 54″ N, 1° 39′ 56″ E / 41.6149971822674°N,1.66569216729175°E     |                                            | Modifica les dades a Wikidata                         |
|        | Pont del camí de can Brunet                            | pont                     | Òdena                                       | Anoia        |                                                                      |                                         |                      |                           |             | bon estat                                  | 41° 37′ 52″ N, 1° 39′ 09″ E / 41.63114°N,1.65239°E                      |                                            | Modifica les dades a Wikidata                         |
|        | Pont del camí de can Sabater al corral de les Malloles | pont                     | Òdena                                       | Anoia        |                                                                      |                                         |                      |                           |             | bon estat                                  | 41° 37′ 57″ N, 1° 37′ 07″ E / 41.63248°N,1.61865°E                      |                                            | Modifica les dades a Wikidata                         |
|        | Pont del torrent de la plana de can Morera             | pont                     | Òdena                                       | Anoia        |                                                                      |                                         |                      | 20th century              |             | bon estat                                  | 41° 37′ 11″ N, 1° 36′ 53″ E / 41.61965°N,1.61464°E                      |                                            | Modifica les dades a Wikidata                         |
|        | Pont del torrent de Rossinyol                          | pont                     | Òdena                                       | Anoia        |                                                                      |                                         |                      | 20th century              |             | bon estat                                  | 41° 37′ 34″ N, 1° 38′ 59″ E / 41.62616°N,1.64968°E                      |                                            | Modifica les dades a Wikidata                         |
|        | Pont Vell de les Maioles                               | pont                     | Òdena                                       | Anoia        |                                                                      |                                         |                      | 20th century              |             |                                            | 41° 38′ 24″ N, 1° 36′ 11″ E / 41.6400411162946°N,1.60316003344814°E     |                                            | Modifica les dades a Wikidata                         |
|        | Pont xic de l'aqüeducte de l'Espelt                    | aqüeducte pont           | Òdena                                       | Anoia        |                                                                      |                                         |                      | 1820                      |             | malmès                                     | 41° 35′ 25″ N, 1° 36′ 06″ E / 41.59019°N,1.60154°E                      |                                            | Modifica les dades a Wikidata                         |
|        | Pont d'Orpí                                            | pont                     | Orpí                                        | Anoia        |                                                                      |                                         | 341                  | 20th century              |             | bon estat                                  | 41° 31′ 42″ N, 1° 36′ 09″ E / 41.52837°N,1.6026°E                       |                                            | Modifica les dades a Wikidata                         |
|        | Pont de Cal Marrós Lluny                               | pont                     | Orpí                                        | Anoia        |                                                                      |                                         | 382                  | 20th century              |             | bon estat                                  | 41° 32′ 01″ N, 1° 35′ 29″ E / 41.5336°N,1.59132°E                       |                                            | Modifica les dades a Wikidata                         |
|        | Pont de la Rasa de Cal Poc                             | pont                     | Orpí                                        | Anoia        |                                                                      |                                         | 466                  |                           |             |                                            | 41° 31′ 25″ N, 1° 33′ 32″ E / 41.52367°N,1.5588°E                       |                                            | Modifica les dades a Wikidata                         |
|        | Pont de la Rasa Fonda                                  | pont                     | Orpí                                        | Anoia        |                                                                      |                                         | 382                  | 20th century              |             |                                            | 41° 31′ 42″ N, 1° 34′ 50″ E / 41.52828°N,1.58048°E                      |                                            | Modifica les dades a Wikidata                         |
|        | Pont de la Resclosa del Rec de Carme                   | pont                     | Orpí                                        | Anoia        |                                                                      |                                         | 352                  | 20th century              |             | bon estat                                  | 41° 31′ 42″ N, 1° 35′ 21″ E / 41.52837°N,1.58918°E                      |                                            | Modifica les dades a Wikidata                         |
|        | Pont de la Riera de Carme                              | pont                     | Orpí                                        | Anoia        |                                                                      |                                         | 352                  | 20th century              |             | bon estat                                  | 41° 31′ 42″ N, 1° 35′ 21″ E / 41.52835°N,1.58917°E                      |                                            | Modifica les dades a Wikidata                         |
|        | Pont del Torrent de la Rasa Fonda                      | pont                     | Orpí                                        | Anoia        |                                                                      |                                         | 357                  |                           |             | bon estat                                  | 41° 31′ 42″ N, 1° 35′ 17″ E / 41.52824°N,1.58802°E                      |                                            | Modifica les dades a Wikidata                         |
|        | Pont de Can Gallego                                    | pont                     | Piera                                       | Anoia        | Anoia                                                                |                                         |                      |                           |             |                                            | 41° 28′ 34″ N, 1° 44′ 30″ E / 41.4761346568411°N,1.74157788787163°E     |                                            | Modifica les dades a Wikidata                         |
|        | Pont de l'Aigüerol                                     | pont                     | Piera                                       | Anoia        |                                                                      |                                         |                      |                           |             |                                            | 41° 28′ 09″ N, 1° 45′ 11″ E / 41.4690617222118°N,1.7529475559639°E      |                                            | Modifica les dades a Wikidata                         |
|        | Ponts de la Guixana                                    | pont                     | Piera                                       | Anoia        |                                                                      |                                         |                      |                           |             |                                            | 41° 32′ 02″ N, 1° 44′ 47″ E / 41.5339138555899°N,1.74635623539321°E     |                                            | Modifica les dades a Wikidata                         |
|        | el Pont Vell                                           | pont                     | Sant Martí de Tous                          | Anoia        |                                                                      |                                         | 479                  | 19th century              |             | bon estat                                  | 41° 33′ 35″ N, 1° 30′ 20″ E / 41.5597757644961°N,1.50541682366894°E     |                                            | Modifica les dades a Wikidata                         |
|        | Pont de Cal Riba                                       | pont                     | Sant Martí de Tous                          | Anoia        |                                                                      |                                         |                      | 1933                      |             | bon estat                                  | 41° 33′ 36″ N, 1° 31′ 52″ E / 41.5599464997528°N,1.53124358691047°E     |                                            | Modifica les dades a Wikidata                         |
|        | Pont de Fiol                                           | pont                     | Sant Martí de Tous                          | Anoia        |                                                                      |                                         |                      |                           |             | bon estat                                  | 41° 33′ 26″ N, 1° 28′ 59″ E / 41.5573495586098°N,1.48315660513251°E     |                                            | Modifica les dades a Wikidata                         |
|        | Pont de l'Auqueria                                     | pont                     | Sant Martí de Tous                          | Anoia        |                                                                      |                                         |                      | 19th century              |             | bon estat                                  | 41° 33′ 39″ N, 1° 30′ 19″ E / 41.5607187208806°N,1.50520321881699°E     |                                            | Modifica les dades a Wikidata                         |
|        | Pont de la Passada                                     | pont                     | Sant Martí de Tous                          | Anoia        |                                                                      |                                         | 430                  |                           |             |                                            | 41° 33′ 26″ N, 1° 31′ 07″ E / 41.557208°N,1.518654°E                    | bé integrant del patrimoni cultural català | Modifica les dades a Wikidata · Més imatges a Commons |
|        | Pont de Sant Genís                                     | pont                     | Sant Martí de Tous                          | Anoia        |                                                                      |                                         |                      |                           |             |                                            |                                                                         | bé integrant del patrimoni cultural català | Modifica les dades a Wikidata                         |
|        | Pont del Molí                                          | pont                     | Sant Martí de Tous                          | Anoia        |                                                                      |                                         | 389                  |                           |             | malmès                                     | 41° 33′ 25″ N, 1° 31′ 31″ E / 41.55685°N,1.52541°E                      |                                            | Modifica les dades a Wikidata                         |
|        | Pont de can Mateu                                      | pont                     | Santa Margarida de Montbui                  | Anoia        |                                                                      |                                         |                      | 1880                      |             | bon estat                                  | 41° 35′ 06″ N, 1° 34′ 30″ E / 41.58492°N,1.57497°E                      |                                            | Modifica les dades a Wikidata                         |
|        | Pont de la riera de Tous                               | pont                     | Santa Margarida de Montbui                  | Anoia        |                                                                      |                                         |                      | 20th century              |             | bon estat                                  | 41° 34′ 47″ N, 1° 33′ 39″ E / 41.57973°N,1.5608°E                       |                                            | Modifica les dades a Wikidata                         |
|        | Pont Petit de la Palanca                               | pont                     | Santa Margarida de Montbui                  | Anoia        |                                                                      |                                         |                      | 1970                      |             | bon estat                                  | 41° 34′ 34″ N, 1° 36′ 42″ E / 41.57623°N,1.61167°E                      |                                            | Modifica les dades a Wikidata                         |
|        | Pont de Ca l'Agustí                                    | pont                     | Santa Maria de Miralles                     | Anoia        |                                                                      | C-37                                    |                      |                           |             |                                            | 41° 29′ 45″ N, 1° 31′ 10″ E / 41.4958805396324°N,1.51939418199854°E     |                                            | Modifica les dades a Wikidata                         |
|        | Pont de Françola                                       | pont                     | Santa Maria de Miralles                     | Anoia        |                                                                      |                                         |                      |                           |             |                                            | 41° 30′ 31″ N, 1° 32′ 32″ E / 41.508477°N,1.542262°E                    | bé integrant del patrimoni cultural català | Modifica les dades a Wikidata                         |
|        | Pont del Rec                                           | pont                     | Santa Maria de Miralles                     | Anoia        |                                                                      |                                         | 482                  |                           |             | malmès                                     | 41° 30′ 10″ N, 1° 32′ 10″ E / 41.502665°N,1.536039°E                    | bé integrant del patrimoni cultural català | Modifica les dades a Wikidata · Més imatges a Commons |
|        | Pont dela carretera B-220                              | pont                     | Santa Maria de Miralles                     | Anoia        |                                                                      |                                         |                      | 20th century              |             |                                            | 41° 30′ 01″ N, 1° 29′ 58″ E / 41.50021°N,1.49935°E                      |                                            | Modifica les dades a Wikidata                         |
|        | Pont petit prop del Mas d'en Reure                     | pont                     | Santa Maria de Miralles                     | Anoia        |                                                                      |                                         | 538                  | 20th century              |             | bon estat                                  | 41° 29′ 34″ N, 1° 30′ 09″ E / 41.49265°N,1.50253°E                      |                                            | Modifica les dades a Wikidata                         |
|        | Pont de Poubatlle                                      | pont                     | Vallbona d'Anoia                            | Anoia        |                                                                      |                                         | 268                  | 20th century              |             | bon estat                                  | 41° 31′ 26″ N, 1° 42′ 24″ E / 41.52377°N,1.70678°E                      |                                            | Modifica les dades a Wikidata                         |
|        | Pont línia Barcelona-Igualada dels FGC                 | pont                     | Vallbona d'Anoia                            | Anoia        |                                                                      |                                         | 278                  | 1890                      |             | bon estat                                  | 41° 31′ 27″ N, 1° 42′ 18″ E / 41.52412°N,1.70509°E                      |                                            | Modifica les dades a Wikidata                         |
|        | Pont de Can Titó                                       | pont                     | Vilanova del Camí                           | Anoia        | Anoia                                                                |                                         |                      |                           |             |                                            | 41° 34′ 08″ N, 1° 38′ 09″ E / 41.568943400682926°N,1.635771989822388°E  |                                            | Modifica les dades a Wikidata                         |
|        | Pont de Cal Matar                                      | pont                     | Albinyana                                   | Baix Penedès |                                                                      | C-51                                    |                      |                           |             |                                            | 41° 14′ 58″ N, 1° 30′ 51″ E / 41.2494447455059°N,1.51404024296776°E     |                                            | Modifica les dades a Wikidata                         |
|        | Pont de l'Estela                                       | pont                     | Albinyana                                   | Baix Penedès |                                                                      |                                         |                      |                           |             |                                            | 41° 14′ 33″ N, 1° 29′ 19″ E / 41.2424651204869°N,1.4885290262643°E      |                                            | Modifica les dades a Wikidata                         |
|        | Pont de la Font Gran                                   | pont                     | Banyeres del Penedès                        | Baix Penedès |                                                                      |                                         |                      |                           |             |                                            | 41° 17′ 04″ N, 1° 34′ 20″ E / 41.2844259545979°N,1.5721057663369°E      |                                            | Modifica les dades a Wikidata                         |
|        | Pont de la Cobertera                                   | pont                     | Bellvei                                     | Baix Penedès |                                                                      |                                         |                      |                           |             |                                            | 41° 13′ 06″ N, 1° 34′ 27″ E / 41.2182449345961°N,1.57403544205886°E     |                                            | Modifica les dades a Wikidata                         |
|        | Pont del Coll d'Olivera                                | pont                     | el Montmell                                 | Baix Penedès |                                                                      |                                         |                      |                           |             |                                            | 41° 20′ 32″ N, 1° 26′ 43″ E / 41.3422833552387°N,1.44515610716871°E     |                                            | Modifica les dades a Wikidata                         |
|        | pont de la França                                      | pont                     | el Vendrell                                 | Baix Penedès | riera de la Bisbal                                                   |                                         | 45                   | 19th century              | ulls:3      |                                            | 41° 13′ 10″ N, 1° 31′ 58″ E / 41.21942°N,1.53288°E                      | bé integrant del patrimoni cultural català | Modifica les dades a Wikidata · Més imatges a Commons |
|        | Pont Nou                                               | pont                     | el Vendrell                                 | Baix Penedès | riera de la Bisbal                                                   |                                         |                      |                           |             |                                            | 41° 13′ 15″ N, 1° 31′ 58″ E / 41.2208418786677°N,1.53267808512903°E     |                                            | Modifica les dades a Wikidata                         |
|        | Pont de Cal Patata                                     | pont                     | l'Arboç                                     | Baix Penedès |                                                                      |                                         |                      |                           |             |                                            | 41° 17′ 49″ N, 1° 37′ 47″ E / 41.2969180661574°N,1.6298079540814°E      |                                            | Modifica les dades a Wikidata                         |
|        | Pont de Valls                                          | pont                     | l'Arboç                                     | Baix Penedès |                                                                      |                                         |                      |                           |             |                                            | 41° 15′ 53″ N, 1° 35′ 24″ E / 41.264703483164°N,1.58995281760806°E      |                                            | Modifica les dades a Wikidata                         |
|        | Pont de la Bisbal                                      | pont                     | la Bisbal del Penedès                       | Baix Penedès | riera de la Bisbal                                                   |                                         |                      |                           |             |                                            | 41° 15′ 49″ N, 1° 29′ 51″ E / 41.2637039690222°N,1.49742220391217°E     |                                            | Modifica les dades a Wikidata                         |
|        | Pont de la Joncosa                                     | pont                     | la Bisbal del Penedès                       | Baix Penedès | Autopista Saragossa-Mediterrània                                     |                                         |                      |                           |             |                                            | 41° 17′ 09″ N, 1° 29′ 14″ E / 41.2857563359958°N,1.48727946145393°E     |                                            | Modifica les dades a Wikidata                         |
|        | Pont de les Planes                                     | pont                     | la Bisbal del Penedès                       | Baix Penedès |                                                                      |                                         |                      |                           |             |                                            | 41° 16′ 34″ N, 1° 30′ 58″ E / 41.2762431742417°N,1.51623837359178°E     |                                            | Modifica les dades a Wikidata                         |
|        | Pont del Cementiri                                     | pont                     | la Bisbal del Penedès                       | Baix Penedès | Autopista Saragossa-Mediterrània                                     |                                         |                      |                           |             |                                            | 41° 17′ 06″ N, 1° 29′ 29″ E / 41.2849709254562°N,1.49126215843573°E     |                                            | Modifica les dades a Wikidata                         |
|        | Pont del Tricalles                                     | pont                     | la Bisbal del Penedès                       | Baix Penedès |                                                                      |                                         |                      |                           |             |                                            | 41° 15′ 49″ N, 1° 29′ 23″ E / 41.2637035367855°N,1.48981799296173°E     |                                            | Modifica les dades a Wikidata                         |
|        | Pont Sec                                               | pont                     | la Bisbal del Penedès                       | Baix Penedès |                                                                      |                                         |                      |                           |             |                                            | 41° 16′ 35″ N, 1° 29′ 13″ E / 41.2764740137228°N,1.48692072402035°E     |                                            | Modifica les dades a Wikidata                         |
|        | Aqüeducte romà de Sant Jaume dels Domenys              | aqüeducte romà pont      | Sant Jaume dels Domenys                     | Baix Penedès |                                                                      |                                         |                      |                           |             |                                            | 41° 17′ 21″ N, 1° 33′ 45″ E / 41.2892°N,1.56259°E                       | bé cultural d'interès local                | Modifica les dades a Wikidata · Més imatges a Commons |
|        | Pont dels Vinots                                       | pont                     | Sant Jaume dels Domenys                     | Baix Penedès |                                                                      |                                         |                      |                           |             |                                            | 41° 17′ 54″ N, 1° 33′ 02″ E / 41.2982180673527°N,1.55062841639506°E     |                                            | Modifica les dades a Wikidata                         |
|        | Pont romà                                              | pont                     | Sant Jaume dels Domenys                     | Baix Penedès |                                                                      |                                         | 195                  |                           |             |                                            | 41° 18′ 07″ N, 1° 34′ 08″ E / 41.301875°N,1.568993°E                    | bé integrant del patrimoni cultural català | Modifica les dades a Wikidata · Més imatges a Commons |
|        | Pont d'en Guilleumes                                   | pont                     | Canyelles                                   | Garraf       |                                                                      |                                         |                      |                           |             |                                            | 41° 17′ 12″ N, 1° 44′ 35″ E / 41.2866983833441°N,1.74300389266687°E     |                                            | Modifica les dades a Wikidata                         |
|        | Pont de Ferro                                          | pont                     | Canyelles                                   | Garraf       |                                                                      |                                         |                      | 20th century              |             |                                            | 41° 17′ 18″ N, 1° 43′ 56″ E / 41.2883738297797°N,1.73233122024088°E     |                                            | Modifica les dades a Wikidata                         |
|        | el Pontet                                              | pont                     | Cubelles                                    | Garraf       |                                                                      |                                         |                      |                           |             |                                            | 41° 12′ 49″ N, 1° 39′ 53″ E / 41.213557564611°N,1.66463887992851°E      |                                            | Modifica les dades a Wikidata                         |
|        | viaducte del ferrocarril sobre el riu Foix             | pont                     | Cubelles                                    | Garraf       |                                                                      |                                         |                      | 1880                      |             |                                            | 41° 12′ 11″ N, 1° 40′ 19″ E / 41.20309°N,1.67208°E                      |                                            | Modifica les dades a Wikidata                         |
|        | Pont de Can Suriol                                     | pont                     | Olivella                                    | Garraf       |                                                                      |                                         | 120                  | 1908                      |             | bon estat                                  | 41° 18′ 42″ N, 1° 47′ 29″ E / 41.31159°N,1.79134°E                      |                                            | Modifica les dades a Wikidata                         |
|        | Pont del Corb                                          | pont                     | Olivella Sant Pere de Ribes                 | Garraf       |                                                                      |                                         |                      | 20th century              |             | bon estat                                  | 41° 17′ 23″ N, 1° 46′ 35″ E / 41.2895987296893°N,1.77643484485163°E     |                                            | Modifica les dades a Wikidata                         |
|        | Pont del Monar                                         | pont                     | Olivella                                    | Garraf       |                                                                      |                                         | 112                  | 20th century              |             | bon estat                                  | 41° 18′ 29″ N, 1° 47′ 07″ E / 41.30811°N,1.78516°E                      |                                            | Modifica les dades a Wikidata                         |
|        | Pont dels Pelagons                                     | pont                     | Olivella                                    | Garraf       |                                                                      |                                         | 117                  | 20th century              |             | bon estat                                  | 41° 18′ 49″ N, 1° 47′ 18″ E / 41.3135577626637°N,1.78826822401717°E     |                                            | Modifica les dades a Wikidata                         |
|        | pont de Can Coll                                       | pont                     | Sant Pere de Ribes                          | Garraf       | riera de Ribes                                                       |                                         | 40                   | 19th century 20th century | ulls:1      |                                            | 41° 15′ 17″ N, 1° 46′ 19″ E / 41.254831°N,1.772078°E                    | bé cultural d'interès local                | Modifica les dades a Wikidata · Més imatges a Commons |
|        | Pont de Can Panxampla                                  | pont pont de carretera   | Sant Pere de Ribes Sitges                   | Garraf       | riera de Ribes                                                       |                                         |                      | 1879                      |             | malmès                                     | 41° 13′ 59″ N, 1° 47′ 00″ E / 41.23304°N,1.78346°E                      |                                            | Modifica les dades a Wikidata · Més imatges a Commons |
|        | pont de la Palanca                                     | pont                     | Sant Pere de Ribes                          | Garraf       |                                                                      |                                         |                      | 1891                      |             |                                            | 41° 15′ 32″ N, 1° 45′ 55″ E / 41.258877°N,1.765413°E                    | bé integrant del patrimoni cultural català | Modifica les dades a Wikidata · Més imatges a Commons |
|        | Pont de les Parellades                                 | pont                     | Sant Pere de Ribes                          | Garraf       |                                                                      |                                         |                      |                           |             | bon estat                                  | 41° 15′ 50″ N, 1° 46′ 16″ E / 41.2639144556297°N,1.77100526956813°E     |                                            | Modifica les dades a Wikidata                         |
|        | Pont de Solers                                         | pont                     | Sant Pere de Ribes                          | Garraf       |                                                                      |                                         | 65                   | 20th century              |             | malmès                                     | 41° 14′ 49″ N, 1° 44′ 43″ E / 41.24693°N,1.74537°E                      |                                            | Modifica les dades a Wikidata · Més imatges a Commons |
|        | Pont del Fondo del Corral d'en Massó                   | pont                     | Sant Pere de Ribes                          | Garraf       |                                                                      |                                         |                      | 19th century              |             | bon estat                                  | 41° 16′ 29″ N, 1° 47′ 19″ E / 41.27473°N,1.78857°E                      |                                            | Modifica les dades a Wikidata                         |
|        | pont del Passeig de la Riera de Ribes                  | pont                     | Sitges                                      | Garraf       | riera de Ribes                                                       |                                         |                      |                           |             |                                            | 41° 13′ 50″ N, 1° 46′ 58″ E / 41.23044376020313°N,1.7827194929122927°E  |                                            | Modifica les dades a Wikidata · Més imatges a Commons |
|        | pont del tren sobre el passeig de Vilafranca           | pont ferroviari pont     | Sitges                                      | Garraf       |                                                                      | línia Barcelona-Vilanova-Valls línia R2 |                      |                           |             |                                            | 41° 14′ 22″ N, 1° 48′ 24″ E / 41.23943983096261°N,1.806553602218628°E   |                                            | Modifica les dades a Wikidata                         |
|        | pont del tren sobre la riera de Ribes                  | pont ferroviari pont     | Sitges                                      | Garraf       | riera de Ribes                                                       | línia Barcelona-Vilanova-Valls línia R2 |                      |                           |             |                                            | 41° 13′ 45″ N, 1° 46′ 59″ E / 41.229152742644594°N,1.783003807067871°E  |                                            | Modifica les dades a Wikidata · Més imatges a Commons |
|        | viaducte de Vallcarca                                  | viaducte                 | Sitges                                      | Garraf       |                                                                      | C-32                                    |                      |                           | llarg:329 m |                                            | 41° 14′ 39″ N, 1° 51′ 33″ E / 41.24420764984167°N,1.8592214584350588°E  |                                            | Modifica les dades a Wikidata · Més imatges a Commons |
|        | viaducte del Garraf                                    | viaducte                 | Sitges                                      | Garraf       |                                                                      | C-32                                    |                      |                           | llarg:249 m |                                            | 41° 15′ 31″ N, 1° 54′ 10″ E / 41.25866629284483°N,1.9028180837631228°E  |                                            | Modifica les dades a Wikidata · Més imatges a Commons |
|        | Pont de la Piera                                       | pont                     | Vilanova i la Geltrú                        | Garraf       |                                                                      |                                         |                      |                           |             |                                            | 41° 14′ 11″ N, 1° 43′ 54″ E / 41.2363757925018°N,1.7317375335624°E      |                                            | Modifica les dades a Wikidata                         |
|        | Pont de senyals de l'estació de Barcelona-França       | pont                     | Vilanova i la Geltrú                        | Garraf       |                                                                      |                                         |                      |                           |             |                                            | 41° 13′ 13″ N, 1° 43′ 50″ E / 41.2203°N,1.73065°E                       |                                            | Modifica les dades a Wikidata                         |